# Presidente do Congresso Continental

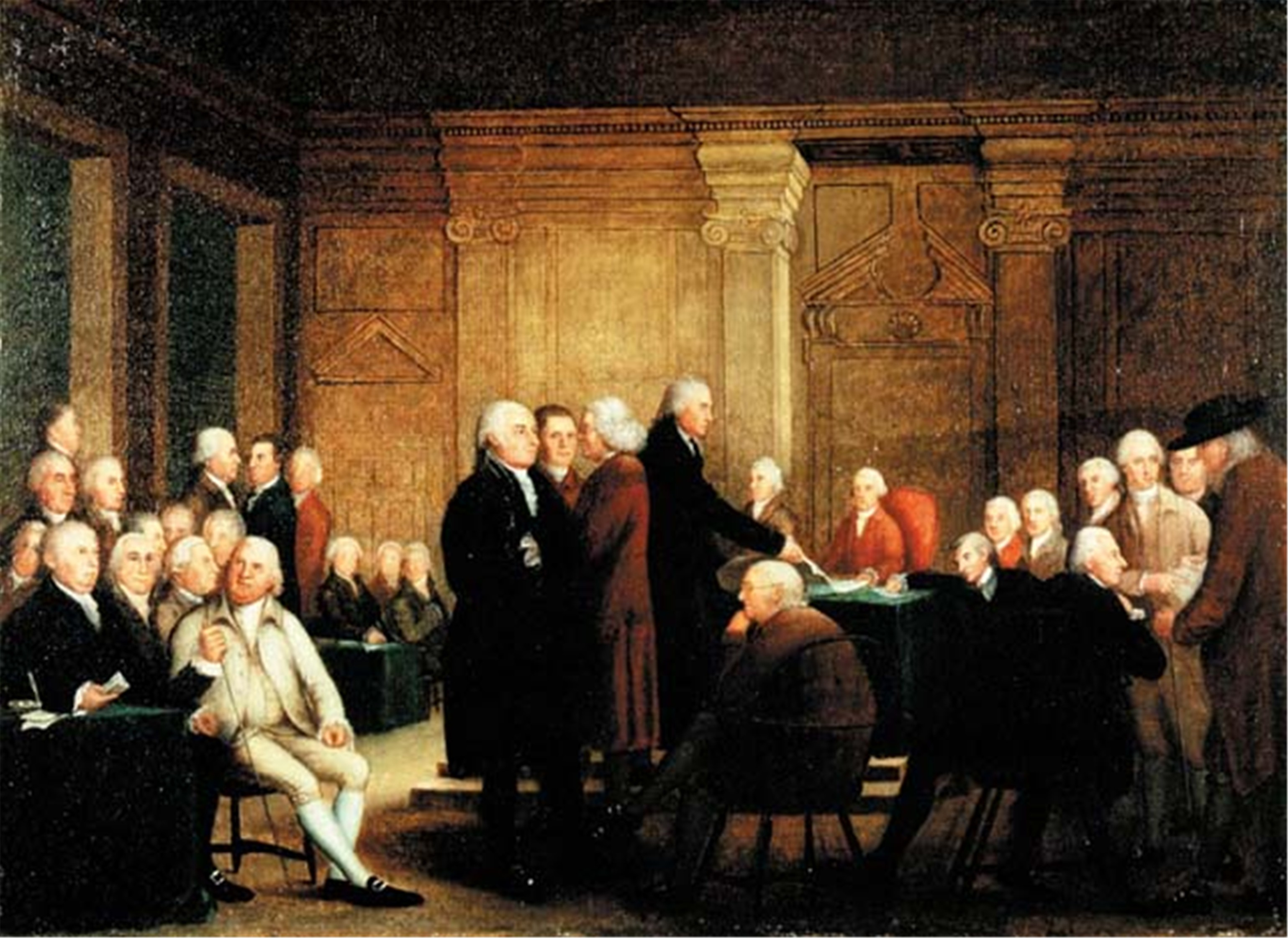
O Congresso Continental a votar pela independência dos Estados Unidos

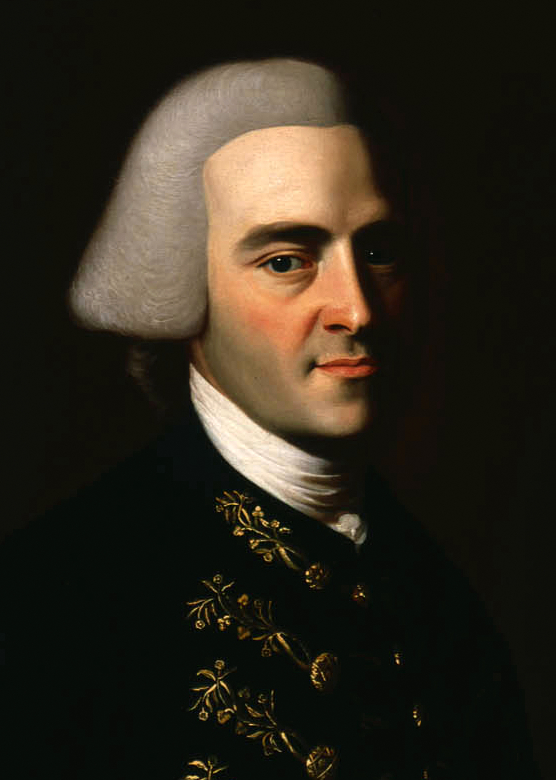
John Hancock foi o Presidente do Congresso que mais tempo esteve no cargo, e durante o seu mandato foi assinada a Declaração de Independência dos Estados Unidos.

O Presidente do Congresso Continental foi o presidente do Congresso Continental, a convenção de delegados que emergiu como o primeiro governo nacional dos Estados Unidos durante a Revolução Americana. O presidente foi um membro do Congresso eleito pelos outros delegados para servir como um moderador imparcial durante os encontros do Congresso. Designado para uma posição largamente cerimonial, mas sem muita influência, o gabinete foi substituído pelo posterior gabinete do Presidente dos Estados Unidos.
O primeiro Presidente do Congresso foi Peyton Randolph, que foi eleito no dia 5 de setembro de 1774. O último presidente, Cyrus Griffin, renunciou em novembro de 1778. Por causa do papel limitado do gabinete, os Presidentes do Congresso são menos conhecidos do que os líderes da Revolução Americana. O mais conhecido é John Hancock, lembrado por sua grande assinatura na Declaração de Independência dos Estados Unidos, que foi adotada e assinada durante sua presidência.

## Título
O presidente do Congresso Continental era normalmente chamado de “Presidente do Congresso”. Depois que os Artigos da Confederação foram adotados no dia 1 de março de 1781, o Congresso Continental, previamente oficialmente chamado simplesmente de “O Congresso”, se tornou oficialmente conhecido como “Os Estados Unidos Reunidos em Congresso”. Depois disso, o presidente era ocasionalmente referido como “O Presidente dos Estados Unidos Reunidos em Congresso”, apesar de que, “Presidente do Congresso”, continuou a ser usado na maioria dos documentos oficiais.

## Papel
O Presidente do Congresso era, por desígnio, uma posição com pouca autoridade. O Congresso Continental, com medo de que um poder político fosse concentrado em uma só pessoa, deu ao seu presidente ainda menos responsabilidades do que os oradores das casas baixas das assembleias coloniais. Diferente de alguns oradores coloniais, o Presidente do Congresso não podia, por exemplo, definir a agenda legislativa ou apontar comitês. O presidente não podia encontrar pessoalmente com líderes estrangeiros; tais reuniões eram feitas com comitês ou com todo o Congresso.
A presidência era uma grande posição cerimonial. Seu papel principal era presidir as reuniões do Congresso, servindo como um moderador imparcial durante os debates.